# Karol Wajs
Karol Wajs (ur. 2 stycznia 1924 w Warszawie, zm. 4 sierpnia 1997 w Warszawie) – polski inżynier elektryk, doktor habilitowany Instytutu Elektrotechniki, profesor nadzwyczajny; syn Edwarda (lekarza) i Otylii z d. Dey, ojciec Huberta Wajsa – dyrektora Archiwum Głównego Akt Dawnych w Warszawie.

## Życiorys
Ukończył Gimnazjum im. Mikołaja Reja w Warszawie w 1942 r., następnie podjął naukę w na Wydz. Elektrotechnicznym Państwowej Wyższej Szkoły Technicznej w Warszawie pracując jednocześnie w Wytwórni Silników Elektrycznych „Škoda”. Brał czynny udział w Powstaniu Warszawskim, po którym znalazł się w Stalagu XVIIIC w Markt Pongau k. Salzburga. Po zwolnieniu z obozu i przejściu do Szwajcarii został wcielony do II Dywizji Strzelców Pieszych pod dowództwem gen. Prugar-Ketlinga. W 1945 r. znalazł się we Francji, gdzie przez rok studiował matematykę na Uniwersytecie w Lille. W 1946 r. powrócił do kraju i podjął studia na Wydz. Elektrycznym Politechniki Warszawskiej, które ukończył w 1951 r. W 1948 r. rozpoczął pracę w Biurze Projektowania Urządzeń Elektrycznych (BPUE) w Warszawie, które w 1955 r. stało się Zakładem Konstrukcji Urządzeń i Maszyn Elektrycznych Instytutu Elektrotechniki (IEl). Z Instytutem Elektrotechniki był związany do końca życia. Pochowany na Cmentarzu Ewangelicko-Augsburskim w Warszawie (aleja 38, miejsce 22/24/26).

## Pełnione funkcje i zajmowane stanowiska
- kierownik Pracowni w BPUE
- kierownik Pracowni Projektowania Układów Elektrycznych w IEl
- kierownik Ośrodka Dokumentacji i Informacji Naukowej w IEl (1960–1962)
- samodzielny pracownik naukowy w Zakładzie Zautomatyzowanych Napędów IEl (od 1962)
- kierownik Pracowni Badań Analogowych w Zakładzie Zautomatyzowanych Napędów IEl (od 1962 )
- członek Rady Naukowej IEl (od 1972)
- członek Komisji Egzaminacyjnej dla Dyplomowanych Pracowników Dokumentacji Naukowej PAN (od 1973)
- współpracownik Komitetu Elektrotechniki przy Wydziale IV PAN
- współpracownik Komitetu Naukoznawstwa PAN
- członek korespondent Towarzystwa Naukowego Warszawskiego (1982–1984)
- członek zwyczajny Towarzystwa Naukowego Warszawskiego (od 1984)
- uczestnik prac Rady Naukowo-Technicznej Centrum OBR „Polam” (1983–1991)
- członek Komitetu Problemów Energetyki PAN (od 1990 r.)
- członek kolegium redakcyjnego Przeglądu Elektrotechnicznego (od 1959)
- członek komitetu redakcyjnego Prac Instytutu Elektrotechniki

## Twórczość
Opublikował ponad 350 artykułów i prac naukowych, był autorem ponad 1000 omówień i streszczeń artykułów z czasopism zagranicznych zamieszczanych zwykle w Przeglądzie Elektrotechnicznym i Wiadomościach Elektrotechnicznych. Zajmował się zagadnieniami automatyki napędu elektrycznego, a w ostatnim okresie życia problematyką energetyki odnawialnej (elektrownie wiatrowe). Pisywał także artykuły dotyczące zagadnień ogólnych (m.in. historii techniki, problematyki związanej z etyką środowisk naukowych, ochrony środowiska naturalnego). Ważniejsze prace:
- Badania wybranych zagadnień syntezy układu Leonarda (praca doktorska)
- Zakłócenia w układach napędowych, PWN, Warszawa 1969 (rozprawa habilitacyjna)
- Metody identyfikacji układów napędowych, PWN, Warszawa 1970
- Linie pierwiastkowe w automatyce. Problemy i zastosowania, WNT, Warszawa 1973

## Czasopisma, w których publikował Karol Wajs
- Archiwum Automatyki i Telemechaniki
- Archiwum Elektrotechniki
- Biuletyn Informacyjny Instytutu Elektrotechniki
- Elettrificatione
- Horyzonty Techniki
- Nukleonika
- Pomiary, Automatyka, Kontrola
- Prace Instytutu Automatyki PAN
- Prace Instytutu Elektrotechniki
- Prasa Techniczna
- Przegląd Elektrotechniczny
- Przegląd Techniczny
- Wiadomości Elektrotechniczne
- Więź
- Zagadnienia Naukoznawstwa
- Znak
- Życie Szkoły Wyższej